# Michel Clare
Michel Clare (* 21. Februar 1927 in Sceaux; † 12. April 2008 in Paris) war ein französischer Mittelstreckenläufer, der sich auf die 800-Meter-Distanz spezialisiert hatte, und Sportjournalist.
1950 wurde er Sechster bei den Europameisterschaften in Brüssel, und 1951 gewann er Silber bei den Mittelmeerspielen.
1949 wurde er Französischer Meister. Seine persönliche Bestzeit von 1:51,4 min stellte er am 21. Mai 1950 in Paris auf.
Von 1953 bis 1992 arbeitete er für L’Équipe. 1991 wurde er mit dem Olympischen Orden ausgezeichnet.